# Ploiești Sud
Ploiești Sud – stacja kolejowa w Ploeszti / Ploiești, w okręgu Prahova, w Rumunii. Znajdują się tu 4 perony.